# Nitrilbutadieenrubber

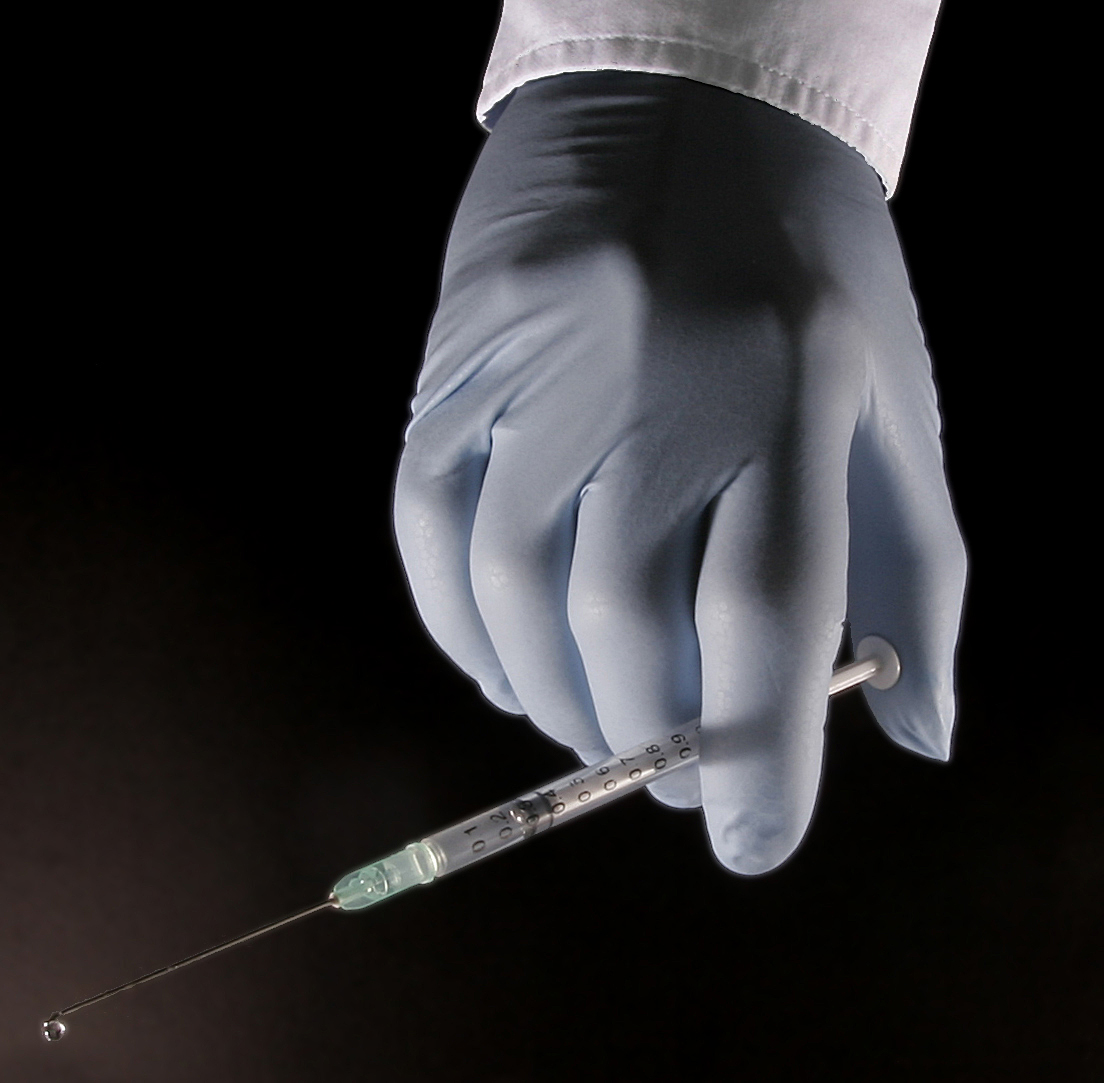
Medische handschoen uit nitrilrubber. Dergelijke handschoenen hebben als voordeel dat ze geen latexallergie kunnen veroorzaken.

Nitrilbutadieenrubber (NBR), kortweg nitrilrubber, is een elastomeer, dit is een synthetisch polymeer dat verkregen wordt door de copolymerisatie van acrylnitril en 1,3-butadieen. Het is een "random" copolymeer, dat wil zeggen dat de volgorde van de acrylnitril- en butadieengroepen in de polymeerketen ongeordend is. De algemene structuur van een NBR-polymeerketen is:
Het CAS-nummer van butadieen-acrylnitril-copolymeren is 9003-18-3.
Meer algemeen is nitrilrubber een copolymeer van een onverzadigd nitril (bijvoorbeeld acrylnitril of methacrylonitril) met een geconjugeerd dieen (bijvoorbeeld 1,3-butadieen of isopreen - in dit laatste geval spreekt men van nitrilisopreenrubber of NIR). Het polymeer bevat nog dubbele bindingen en kan bijgevolg met zwavel gevulkaniseerd worden tot synthetisch rubber.
Nitrilrubber werd ontwikkeld door onderzoekers van het Duitse chemische bedrijf I.G. Farbenindustrie tussen de twee wereldoorlogen; Buna N (later Perbunan) kwam in 1934 op de markt. Buna N is de samentrekking van butadieen en natrium (gebruikt in de katalysator); de N staat voor nitril. Het Duits octrooi werd in 1930 aangevraagd. In de Verenigde Staten werd in 1934 een octrooi verleend voor nitrilrubber.
NBR is bestand tegen oliën, vetten, koolwaterstoffen en verdunde zuren en heeft goede mechanische eigenschappen. Het is beperkt weer- en ozonbestendig. Het is niet goed bestand tegen aromatische verbindingen, gehalogeneerde koolwaterstoffen, ketonen, remvloeistof van auto's of sterke zuren. De gebruikstemperatuur is beperkt tot ca. 110 °C.
De eigenschappen van nitrilrubber worden mee bepaald door het gehalte aan acrylnitril, dat kan variëren van 18 tot circa 50%. Standaard NBR bevat ongeveer 34% acrylnitril. Meer acrylnitril verbetert de mechanische eigenschappen en de weerstand tegen olie en brandstof, maar verhoogt de temperatuur waarbij het rubber bros wordt.
Uit NBR worden dichtingen, leidingen, medische handschoenen, riemen, bekledingen van kabels e.d. vervaardigd; het is het meest gebruikte elastomeer voor afdichtingen zoals O-ringen.

## HNBR
HNBR (Hydrogenated Nitrile Butadiene Rubber) wordt verkregen door de dubbele bindingen in nitrilbutadieenrubber met waterstof geheel of gedeeltelijk te hydrogeneren tot enkele bindingen. HNBR heeft in vergelijking met NBR betere eigenschappen op het vlak van oliebestendigheid, temperatuurbestendigheid en sterkte. Het is beter bestand tegen ozon en agressieve stoffen en kan gebruikt worden van −40 °C tot 165 °C (met pieken tot 190 °C). HNBR werd in de jaren 1970 ontwikkeld door onder meer Shell en Bayer (thans Lanxess); de merknaam van Bayer/Lanxess is Therban. Een andere merknaam was Tornac van Polysar, dat nadien werd opgekocht door Bayer.

## XNBR

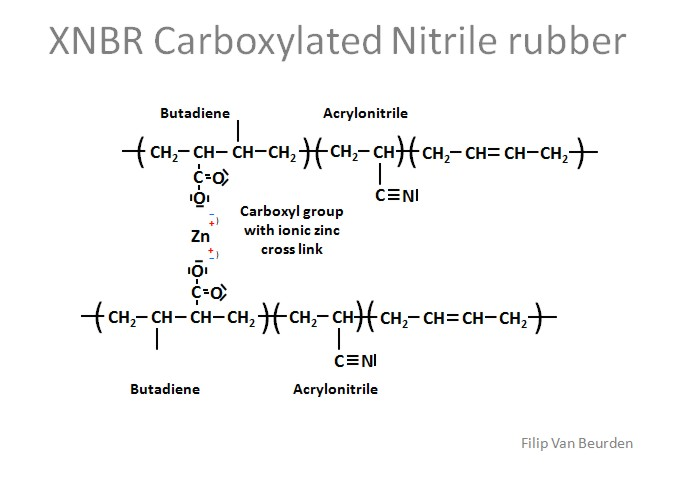
Illustratie van de ionaire bindingen tussen carboxylgroepen en zink in XNBR

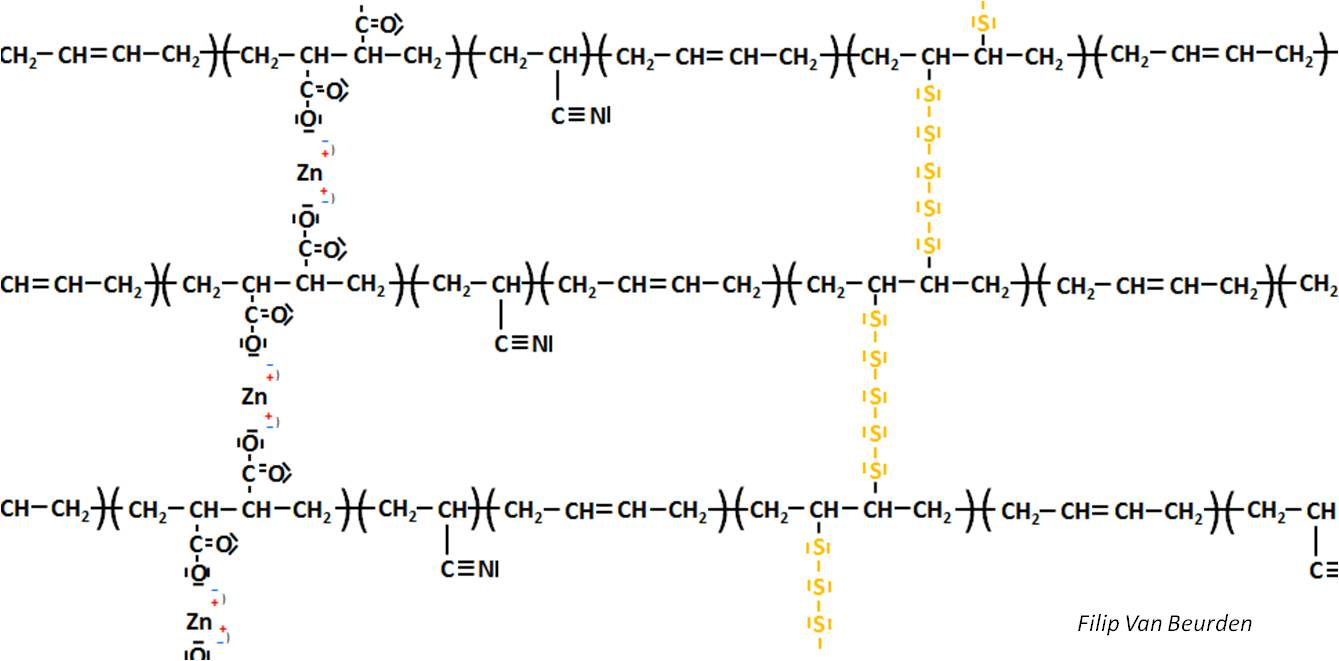
Algemene structuurformule van XNBR, met ionaire bindingen en zwavelbruggen als crosslinks

XNBR (Carboxylated Nitrile Butadiene Rubber of gecarboxyleerde Nitrile butadieen rubber) is een verbeterde versie van nitrilerubber met carboxylgroepen op de polymeerketens. Deze zullen extra crosslinks leveren tussen de polymeerketens. In deze uitvoering zijn er dus naast de zwavelbruggen van het vulkanisatieproces ook carboxylgroepen R-COO- op de dubbele binding van het butadieendeel in de keten te vinden. Deze carboxylgroepen zullen met zink Zn++ "pseudo"-crosslinks onder de vorm van ionaire bindingen maken welke verbeterde fysische eigenschappen geven in vergelijking met niet-gecarboxyleerde nitrilrubber. Deze ionische zinkbruggen worden gevormd parallel aan de zwavelbruggen van het vulkanisatieproces. De carboxylgroepen die nodig zijn voor deze extra links zijn proportioneel over de keten verdeeld in een relatieve hoeveelheid van 10% of minder. Hierdoor wordt het rubber harder, sterker en beter bestand tegen wrijving dan standaard NBR. Het wordt wel minder flexibel bij lage temperatuur, en bij hoge temperaturen verliezen de ionaire bindingen hun sterkte.